# Mary Jemison
Mary Jemison (Atlantische Oceaan, 1743 – Buffalo Creek Reservation, 19 september 1833) was een Schots-Ierse vrouw die aan de Amerikaanse frontier woonde.

## Biografie

### Vroege jaren en gevangenschap
De ouders van Mary, William en Mary, reisden in het najaar van 1743 per schip van Noord-Ierland naar Amerika en aan boord van dit schip werd Mary Jemison geboren. Na hun aankomst in Amerika sloot het gezin zich aan bij andere Schots-Ierse immigranten en trokken ze het gebied ten westen van Philadelphia in. Ze woonde op een boerderij niet ver van Gettysburg. Het gebied waar ze in woonden was land van de Irokezen.
Tijdens de Franse en Indiaanse Oorlog, op 5 april 1758, werden Mary Jemison, haar ouders en een paar bezoekende buren gevangen genomen door een groep Shawnee. Tijdens de tocht naar Fort Duquesne besloten de inheemse strijders om zich te ontdoen van een aantal gevangenen en daarom doodden en scalpeerden ze de familieleden van Jemison. Zij werd zelf wel in leven gelaten. Bij het fort kocht een groep Seneca haar en werd ze met een kano naar een dorp verderop de Ohio gebracht.

### Onder de Seneca
In het Senecadorp adopteerden twee Senecazusters Jemison en kreeg ze de naam Dehgewanus. In de jaren die volgden leerde ze de gebruiken van het volk kennen en kreeg ze een echtgenoot, Sheninjee. In 1861 werd Jemison moeder van een dochter, maar het kind stierf al kort na de geboorte. In de lente die volgde kreeg ze een tweede kind dat ze Thomas noemde, naar haar vader. Het gezin vertrok in 1863 via de Genesee naar het westelijk deel van de staat New York om daar bij verwanten van Sheninjee te gaan wonen.Tijdens de reis overleed haar echtgenoot.

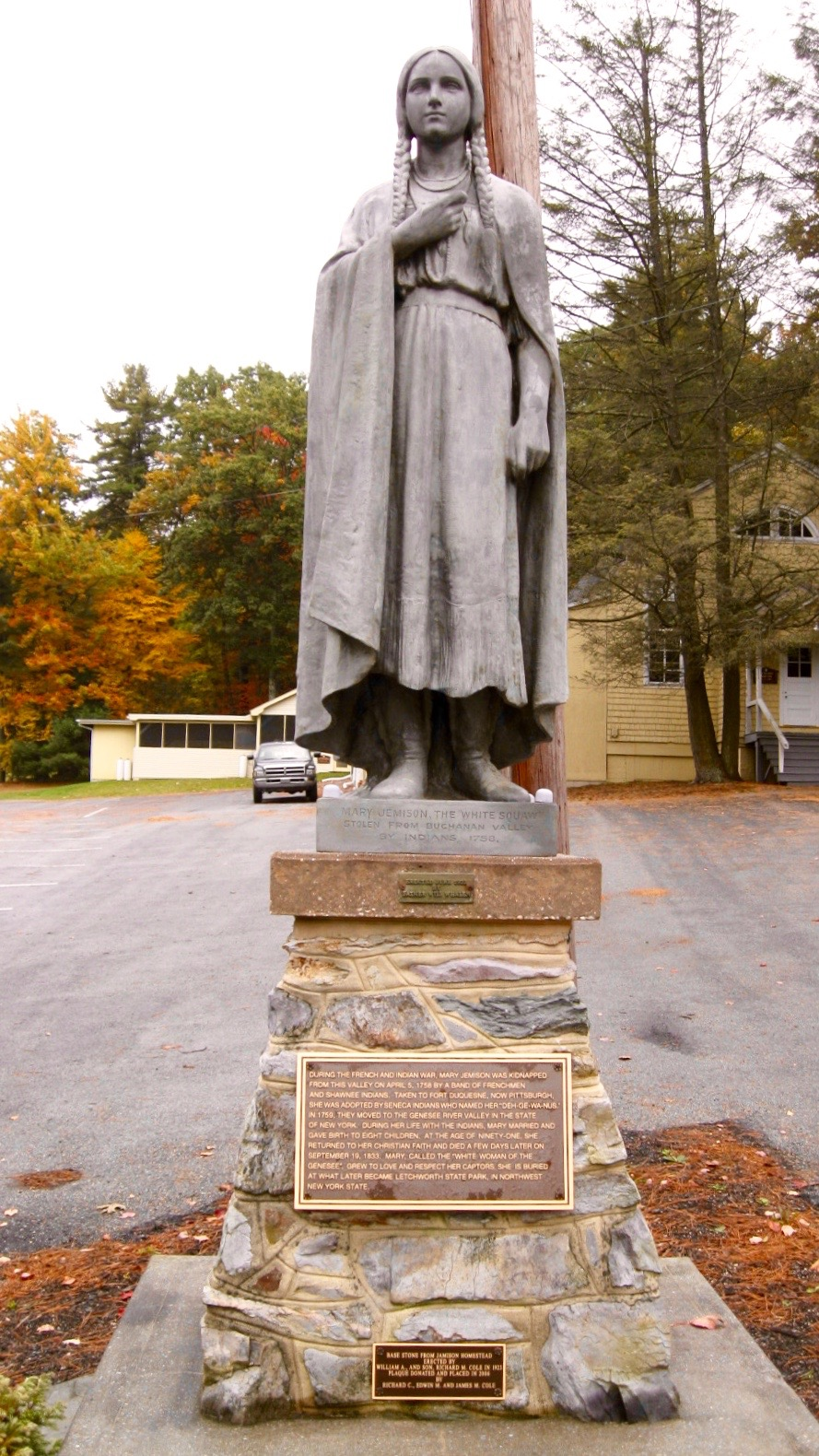
Een ander standbeeld van Jemison in Adams County (Pennsylvania)

Jemison bereikte de verwanten van haar echtgenoot en werd in hun gemeenschap, het latere Cuylerville, opgenomen. In 1765 hertrouwde ze met Hiokatoo en met hem kreeg ze nog eens zes kinderen. Tijdens de Amerikaanse Onafhankelijkheidsoorlog sloten de Seneca zich aan bij het Britse leger en was haar echtgenoot betrokken bij het Bloedbad van Cherry Valley. Hierop viel het Amerikaanse leger het dorp van Jemison aan. Zij wist met haar familie te ontkomen en zocht haar toevlucht in een verlaten dorp.
In 1797 verkochten de Seneca een groot deel van hun grondgebied in ruil voor een drietal reservaten. Hierdoor groeide Jemison op haar beurt uit tot een van de grootste landeigenaren van haar volk, omdat haar land niet tot het verkochte land behoorde. Tussen 1811 en 1817 werden al haar drie zoons vermoord door witte kolonisten. In 1823 ging Jemison het gesprek aan met een arts die haar levensverhaal opschreef en een jaar later werd The Life and Times of Mrs. Mary Jemison gepubliceerd. In 1831 verkocht ze haar land en verhuisde ze naar het Buffalo Creek Reservation waar ze twee jaar later overleed.

## Nalatenschap
Op verzoek van haar nakomelingen werden de overblijfselen van Jemison in 1874 herbegraven bij het Seneca Council House. Later werd er een granieten gedenkplaat neergelegd om het graf te markeren. In 1910 kwam hier een beeld te staan met de beeltenis van Jemison. Het beeld toont een jonge Dehgewanus met haar kind Thomas op de rug. Het beeld is gemaakt door beeldhouwer Henry K. Bush-Browne.